# Наводчица
— Сегодня я с большой охотою —

Распоряжусь своей субботою.

И если Нинка не капризная,–

Распоряжусь — своею жизнью я!

— Постой, чудак!

Она ж наводчица!

Зачем?  — Да так,–

Уж очень хочется.

— Постой, чудак:

У нас компания —

Пойдём в кабак,

Зальём желание.
Наводчица — песня Владимира Высоцкого, написанная до 18 июля 1964 года. Вариант названия — «Нинка».

## История создания
Есть несколько версий истории создания песни и времени её написания.
Авторская — 18 июля 1964 года из Айзкраукле, где Высоцкий находился на съёмках фильма «На завтрашней улице», он написал Людмиле Абрамовой (на которой был тогда женат): «Дописал песню про „Наводчицу“… Посвятил Яловичу. Ребятам нравится, а мне не очень». При этом в письме текст песни приводится без последнего куплета, исходя из чего можно предположить, что работа над песней на тот момент ещё не была окончена.
Всеволод Абдулов в своих воспоминаниях оспаривает эту версию: "Володя написал её <"Наводчицу"> в Москве, на Пушкинской улице, в доме Жени Баранкина, замечательного скрипача". После ночного похода за водкой в кафе «Арарат» они остановились у автоматов с газированной водой, а Высоцкий отошёл в сторону, произнося про себя: «Постой, чудак, она ж наводчица»; а вернувшись в квартиру Баранкина, «буквально через 15 минут спел ту самую „Нинку“». Виталий Хазанский к этому добавляет, что фраза «Постой, чудак» прозвучала, когда Высоцкий (или кто-то другой из компании) хотел ударить по уже упомянутому автомату с газировкой.
Жанна Перельман, вдова Валерия Перельмана, участвовавшего в вышеописанном походе, в своём письме Лиону Наделю описывает этот случай примерно так же, но с уточнением, что, возвращаясь назад, друзья увидели стоящую у входа женщину и «Володя сказал: „Постой, чудак, она наводчица!“, и мой муж <Перельман> ответил: „Плевать на это, очень хочется“».
При этом П. Фокин предполагает, что Абдулов слышал первоначальный недоработанный вариант песни или даже только несколько куплетов.

## Издания
- Текст песни был впервые напечатан при жизни поэта, в сборнике «Песни русских бардов» парижского издательства «YMCA-Press» (1977)[1][2].
- Песня была включена в состав посмертной пластинки поэта «Большой Каретный» (1989; 7-я пластинка серии «На концертах В. Высоцкого»).

## Факты
- Песня, в числе 5 других песен В.Высоцкого, была использована в части 1-й телеверсии спектакля «Песни нашего двора» (2003) театра-студии «У Никитских ворот» под руководством Марка Розовского.

## Оценка
- По словам Лиона Наделя, песня была растаскана на цитаты, в народе её «называли „Ромео и Джульетта XX века“, „Гимном дворов и подворотен 60-х“».
- Цитата из песни «Пойдём в кабак, зальём желание» используется в брошюре Н. М. Ходакова «Молодым супругам», который пишет, что «поэт весьма тонко подметил действие алкоголя на половое влечение»[3].